# Musée d'Art contemporain africain Al-Maaden
 (septembre 2018).
Si vous disposez d'ouvrages ou d'articles de référence ou si vous connaissez des sites web de qualité traitant du thème abordé ici, merci de compléter l'article en donnant les références utiles à sa vérifiabilité et en les liant à la section « Notes et références ».
Le musée d'Art contemporain africain Al Maaden (MACAAL) de Marrakech est un musée d'art contemporain indépendant à but non lucratif, ouvert en novembre 2016 à l’occasion de la COP 22 et officiellement inauguré en février 2018. Il est présidé par Othman Lazraq. 

## Origines
Le projet du musée d'Art contemporain africain Al Maaden (MACAAL) est né de la volonté d’un couple de mécènes, collectionneurs passionnés, Farida et Alami Lazraq, et d’une entreprise, le Groupe Alliances Développement Immobilier, à travers une Fondation d’entreprise, la Fondation Alliances, de promouvoir l’art africain.

## Localisation
Le MACAAL est situé dans une zone géographique au sud-est de Marrakech comprenant trois golfs, Al Maaden, Amelkis et le golf royal, voisin du quartier populaire de Sidi Youssef Ben Ali et face au parc de sculptures Al Maaden.

## Collection
La collection de la famille Lazraq et de la Fondation Alliances compte plus de 2 000 œuvres d’art moderne et contemporain marocain et africain. Elle est majoritairement composée de peintures mais comporte également des œuvres sur papier et pour un tiers d’autres médiums : photographies, sculptures, textiles, installations et vidéos. 

### Parc de sculptures Al Maaden
Première pierre du MACAAL apposée au sein d’Al Maaden, le parc de sculptures Al Maaden, inauguré en 2013, est situé sur le site d’Al Maaden Golf Resort, un parcours de golf luxuriant au pied du Haut Atlas. 

### Expositions temporaires
- Essentiel Paysage, Artistes contemporains africains face à l'environnement (novembre 2016 - mars 2017)[2]
- E-Mois, Autobiographie d'une collection (25 mars 2017 - 5 février 2018)
- Africa Is No Island (27 février - 29 juillet 2018)[3]
- Second Life (27 février 2018 - 6 janvier 2019)
- Ecritures ésotériques (27 septembre 2018 - 6 janvier 2019)[4]
- Material Insanity (26 février - 15 août 2019)[5]
- Welcome Home (12 septembre 2019 - 5 janvier 2020)
- New Waves : Mohamed Melehi et les artistes de l'Ecole de Casa (21 septembre 2019 - 5 janvier 2020)[6]
- HAVE YOU SEEN A HORIZON LATELY? (25 février - 19 juillet 2020)[7]
- Welcome Home Vol. II (24 octobre 2020 - 28 février 2021)[8]
- Tempus Fugit (19 décembre 2020 - 21 février 2021)[9]
- Outsiders/Insiders? Artistes d’Essaouira des collections Fondation Alliances et Fundación Yannick y Ben Jakober (11 mars - 14 novembre 2021)[10]
- L'art, un jeu sérieux (27 novembre 2021 - 17 juillet 2022)[11]
- OUR LAND JUST LIKE A DREAM (24 septembre 2022 - 16 juillet 2023)[12]